# Das große Bolzplatz-Duell
Das große Bolzplatz-Duell ist eine Familienserie, die 2010 von der Nordisch Filmproduction Anderson + Team GmbH im Auftrag des Südwestrundfunks (SWR) für den KI.KA produziert wurde. Sendestart der 13-teiligen Serie war der 17. Juli 2010. Die Serie lief samstags um 15:55 Uhr.

## Handlung
Das große Bolzplatz-Duell wurde auf 13 verschiedenen Bolzplätzen Deutschlands ausgetragen. Mit einem roten Samba-Bus fährt Moderator Pete von Ort zu Ort. Gedreht wurde in Bremen, March, Bad Münder, Freystadt, Binningen, Freilassing, Emmerthal, Köln, Castrop-Rauxel, Hamburg, Lübeck, Crivitz und Berlin.
In jeder Folge treffen zwei Teams aus einer Stadt/einem Ort aufeinander. Die Team-Kapitäne müssen in einer vorgegebenen Zeit ihre Mannschaften zusammentrommeln. Erst dann beginnt das Duell. 
In zwei Vorrundenspielen und dem abschließenden Finale zeigt sich dann, welches Team stärker ist.
Die Vorrundenspiele hat der ehemalige Werder-Bremen- und Nationalspieler Marco Bode zusammengestellt. Die Spiele können ohne Aufwand auf dem eigenen Bolzplatz nachgespielt werden und trainieren verschiedene Fähigkeiten, die für das Fußballspiel wichtig sind.

## Webseite
Im Internet werden alle Folgen nach der Ausstrahlung als Video on Demand zur Verfügung gestellt. Außerdem gibt es Infos zu den einzelnen Vorrundenspielen, den Teams und zu Moderator Pete Dwojak und Fußball-Experte Marco Bode.
In kurzen Videos zeigen Bundesliga-Profis, wie man den Weg vom Bolzplatz in die Fußball-Bundesliga schafft. Und wer selbst einen Trick mit dem Fußball drauf hat, kann ein Video an die Redaktion schicken.
Die Webseite gehört zum SWR Kindernetz.